# Edmond Spapen
Edmond Spapen   (Anvers, 22 de novembre de 1906 - segle XX) va ser un lluitador belga, que va competir durant la dècada de 1920.
El 1928 va prendre part en els Jocs Olímpics d'Amsterdam, on guanyà la medalla de plata en la competició del pes gall del programa lluita lliure.